# Muselliferidae
Famille
Les Muselliferidae sont une famille de gastrotriches.

## Liste des genres
Selon World Register of Marine Species (22 juin 2025) :
- Diuronotus Todaro, Balsamo & Kristensen, 2005
- Musellifer Hummon, 1969

## Systématique
Cette famille a été décrite en 2008 par Leasi (d) & Todaro (d).

## Publication originale
- (en) Leasi et Todaro, « The muscular system of Musellifer delamarei (Renaud-Mornant, 1968) and other chaetonotidans with implications for the phylogeny and systematization of the Paucitubulatina (Gastrotricha) », Biological Journal of the Linnean Society, 2008, vol. 94, p. 379–398.